# Lil’ Chris
Lil’ Chris (* 26. August 1990 in Lowestoft, Suffolk; † 23. März 2015 ebenda), eigentlich Christopher James Hardman, war ein britischer Popsänger und Fernsehschauspieler.

## Leben und Wirken
Seine Karriere begann 2006 mit vier Folgen der Serie Rock School an der Seite des Kiss-Sängers Gene Simmons. Der damals Fünfzehnjährige landete im selben Jahr mit dem Song Check It Out einen Top-Ten-Hit und erreichte in Großbritannien Platz drei der Single-Charts.
Später folgten weitere Teilnahmen an Serien und die Veröffentlichung weiterer Singles. 2008 erschien sein letztes Album unter dem Titel What’s It All About. Im selben Jahr hatte er eine eigene Fernsehserie mit dem Titel "Everybody Loves Lil Chris".
Lil’ Chris war Botschafter der Hilfsorganisation World Vision International.
Der an Depressionen leidende Sänger starb am 23. März 2015 im Alter von 24 Jahren. Er hatte Selbstmord durch Erhängen begangen und war von einem Freund aufgefunden worden. Die Gründe seiner schweren Depression und seines Selbstmordes lagen in der späteren Erfolglosigkeit als Sänger und Schauspieler.

## Filmografie (Auswahl)
- 2006: Rock School (Fernsehserie)
- 2008: T4 on the Beach (Fernsehfilm)
- 2008: Everybody Loves Lil’ Chris
- 2008: Dani’s House (Fernsehserie, 1 Folge)